# Gran Premi Montelupo
El Gran Premi Montelupo (en italià Gran Premio Montelupo) va ser una competició ciclista d'un sol dia italiana que es disputava per les carreteres del voltant de Montelupo Fiorentino, Toscana. La primera edició es va disputar el 1965 i es va córrer fins al 1984.

## Palmarès
| Any  | Vencedor                 | Segon              | Tercer              |
| ---- | ------------------------ | ------------------ | ------------------- |
| 1965 | Michele Dancelli         | Franco Bitossi     | Roberto Poggiali    |
| 1966 | Franco Cribiori          | Dino Zandegù       | Italo Zilioli       |
| 1967 | Wladimiro Panizza        | Gianni Motta       | Giorgio Favaro      |
| 1968 | Ugo Colombo              | Alfio Poli         | Mario Di Toro       |
| 1969 | Franco Bitossi           | Davide Boifava     | Roberto Ballini     |
| 1970 | Giancarlo Polidori       | Felice Gimondi     | Romano Tumellero    |
| 1971 | Ottavio Crepaldi         | Roberto Poggiali   | Wilmo Francioni     |
| 1972 | Davide Boifava           | Wilmo Francioni    | Wladimiro Panizza   |
| 1973 | Italo Zilioli            | Franco Bitossi     | Wilmo Francioni     |
| 1974 | Marino Basso             | Roger De Vlaeminck | Francesco Moser     |
| 1975 | Roger De Vlaeminck       | Roland Salm        | Wilmo Francioni     |
| 1976 | Roger De Vlaeminck       | Pierino Gavazzi    | Enrico Paolini      |
| 1977 | Giovanni Battaglin       | Giuseppe Saronni   | Pierino Gavazzi     |
| 1978 | Carmelo Barone           | Ottavio Crepaldi   | Gaetano Baronchelli |
| 1979 | Leonardo Mazzantini      | Carmelo Barone     | Marino Amadori      |
| 1980 | Gianbattista Baronchelli | Valerio Lualdi     | Pierino Gavazzi     |
| 1981 | Pierino Gavazzi          | Roberto Ceruti     | Franco Conti        |
| 1982 | Palmiro Masciarelli      | Pierino Gavazzi    | Claudio Torelli     |
| 1983 | Ennio Salvador           | Moreno Argentin    | Michael Wilson      |
| 1984 | Ennio Salvador           | Rudy Pevenage      | Marino Amadori      |